# کراسنایا اورلوفکا
کراسنایا اورلوفکا (به لاتین: Krasnaya Orlovka) یک منطقهٔ مسکونی در روسیه است که در استان آمور واقع شده‌است.